# ارين د. ك. هال
ارين د. ك. هال (بالإنجليزية: Warren D. C. Hall)‏ هو سياسي أمريكي، ولد في 1788، وتوفي في 8 أبريل 1867.